# Condado de Kilkenny
O Condado de Kilkenny (Cill Chainnigh em irlandês) é um condado da República da Irlanda, na província de Leinster, no sudeste do país. A capital é a cidade de Kilkenny.
Seus vizinhos são os condados de Laois a norte, Carlow e Wexford a leste, Waterford a sul e Tipperary a oeste.